# Mercado de los Niños Rojos
El Mercado de los Niños Rojos  (en francés: Marché des Enfants Rouges) es el mercado cubierto más antiguo en París, la capital de Francia. Se estableció a principios de 1600 y está situado en 39 Rue de Bretagne en el arrondissement Marais (3º). El nombre "Mercado de los Niños Rojos" se refiere a los niños vestidos de rojo (el color de la caridad) que fueron atendidos en un orfanato cercano. El mercado ofrece frutas frescas, verduras, flores y pan, además de restaurantes donde los compradores pueden adquirir comidas preparadas. 